# Mark Mazower
Mark Mazower (Londres, 20 de febrero de 1958) es un escritor e historiador británico especializado en historia de Europa del siglo XX, así como en historia de Grecia y los Balcanes. Actualmente ejerce como profesor titular de historia en la Universidad de Columbia, en Nueva York. Es colaborador habitual en diversos medios como The New York Times, The Guardian, Financial Times, The Nation o London Review of Books. Dirige el Heyman Center for the Humanities, en la Universidad de Columbia, y es el fundador del Center for International History, asociado también a la Universidad de Columbia.

## Carrera
Se licenció en cultura clásica y filosofía por la Universidad de Oxford en 1981. Dos años después, en 1983, obtuvo un master en relaciones internacionales por la Universidad Johns Hopkins. Tan solo cinco años más tarde, en 1988, se doctoró en historia contemporánea por la Universidad de Oxford.
Comenzó su carrera docente en la Birkbeck, University of London. Al poco impartió clases en la Universidad de Sussex. Desde finales de los 90 es profesor titular en la Universidad de Columbia, donde además dirige el Heyman Center for the Humanities y el Center for International History. Ha dado clases como profesor invitado en la Universidad de Princeton.
Desde el año 2002, colabora de manera habitual como columnista y reseñando libros en diversos medios escritos, entre otros el Financial Times, The Guardian, The Nation, The Independent, The New York Times, Prospect o London Review of Books. 

## Governing the World: The History of an Idea, 1815 to the Present
Mark Mazower en el 2012 publica Governing the World: The History of an Idea, 1815 to the Present; el libro se divide en dos partes, la primera, "The Era of Internationalism" y la segunda, "Governing the World the American way". En la segunda parte, Mazower retrata la fundación y el desarrollo de las Naciones Unidas, y destaca cómo la política exterior estadounidense formó (en gran medida) el sistema internacional que hoy conoce el mundo.
Un tema que Mazower muestra constantemente a lo largo de su libro es el papel instrumental que las grandes potencias jugaron cuando se fundaron los sistemas internacionales, así fuera las Naciones Unidas o la Liga de las Naciones. Tanto en la Primera Guerra Mundial como en la Segunda Guerra Mundial, las potencias principales deseaban crear un "balance de poder" entre las grandes naciones. Mazower deja claro que la gobernanza global evolucionó desde el corazón de Europa y se esparció a través del Atlántico, dependiendo del poder hegemónico del momento.
El internacionalismo comenzó con los acuerdos entre las potencias europeas desde Westfalia para poder establecer acuerdos territoriales y tratados de paz; con las grandes guerras mundiales hubo un cambio en el paradigma y ahora el sistema internacional abarca el mundo entero y miles de organismos internacionales para tratar temas de la agenda global.

### "Governing the World the American way"
En el siglo pasado, grandes potencias como los Estados Unidos y Gran Bretaña, invirtieron en la creación de cuerpos internacionales como las Naciones Unidas, la Liga de las Naciones, la Unión Europea y el Banco Mundial. Mazower expone cómo las instituciones internacionales se han visto limitadas por la agenda política de las grandes potencias. "Grandes organizaciones internacionales como la Liga de las Naciones y las Naciones Unidas no crecieron gradualmente, al contrario, patrocinado por las grandes potencias, sus nacimientos fueron abruptos, y la guerra fue su partera".

#### La ONU y el nuevo orden internacional
La Liga de las Naciones creó un precedente de la cooperación internacional en "tiempos de guerra" entre Rusia, los Estados Unidos, Reino Unido, y China; las Naciones Unidas fue la continuación. La cooperación se institucionalizó a través de la membresía permanente del Consejo de Seguridad de la ONU, que incluye el poder de veto de las potencias. Asimismo, tiene como base el "Atlantic Charter" firmado por Roosevelt y Churchill en época de guerra. Más allá de las sociedades internacionales cuyo objetivo era fomentar la paz, el siglo XX se llenó de organizaciones especializadas en economía y temas sociales; así como en Bretton Woods se creó el Banco Mundial o el Fondo Monetario Internacional.
La historia que relata Mazower en su libro no es únicamente enfocada en la Guerra Fría ,dónde y cómo esta determinó el desarrollo de las Naciones Unidas, sino que también se enfoca en la descolonización y en las regulaciones económicas globales dentro y fuera de las instituciones de las Naciones Unidas. Ahora bien, Mazower hace énfasis en la descolonización y el "desarrollo" porque es parte del desdoblamiento de la hegemonía estadounidense en la segunda mitad del siglo XX.
Mazower no solo hace un acercamiento a la historia estadounidense y su influencia en las relaciones internacionales del siglo pasado, sino que también se enfoca en el Tercer Mundo y las políticas que ayudaron a su "desarrollo". Mazower emplea un tono crítico y realista cuando describe a los intelectuales y a las instituciones internacionales que marcaron las relaciones internacionales; Mazower invita al lector a obtener un mejor entendimiento de las dinámicas de poder ideológico detrás del desarrollo de las instituciones globales.
Se podría pensar que las Naciones Unidas es una historia de éxito en términos de su ayuda en la cooperación internacional , sin embargo, los problemas existen; ya sea el controversial uso del poder de veto de los miembros permanentes del Consejo de Seguridad para poder controlar su agenda o, los conflictos en los que las fuerzas de la ONU han participado para asegurar la "paz".
"La condición previa era la distensión, el mismo cambio geopolítico que había arruinado el terreno bajo el nuevo orden económico internacional [...] una serie de conferencias sobre seguridad y cooperación tuvieron lugar en los principios de los años setenta." Para Mazower, el neoliberalismo, fue la herramienta principal para la creación de instituciones internacionales así como el Fondo Monetario Internacional, el Banco Mundial; al final, implementar políticas con objetivos de reducir los gastos públicos y privatizar empresas.

##### Orígenes y causas de la caída del orden liberal institucional
De acuerdo con el escritor e historiador británico, Mark Mazower, existen muchas razones por las cuales el sueño de implementar un sistema de gobierno cooperativo internacional cada vez es más inalcanzable. El sueño no es nada nuevo, encontrar mecanismos que impulsen la comunicación y las relaciones entre los Estados a nivel global. En palabras de Mazower, la diplomacia siempre se ha manifestado, más que como un impulso de curiosidad, como una auténtica necesidad en el desarrollo y progreso de cada nación. 
Tras la Primera Guerra Mundial, la necesidad de dicha cooperación para el establecimiento de una sociedad internacional nunca fue tan imperante, de ahí que, en 1919, la primera organización entre Estados viera su nacimiento, la Liga de las Naciones. No obstante, años más tarde, y en vísperas de una nueva guerra mundial, la liga había expuesto su incompetencia en la resolución de conflictos y la conservación de la paz, por lo que en 1946, al término de la guerra, se disolvió. Del fracaso de la Liga de las Naciones derivó la Organización de las Naciones Unidas, que en primera instancia se había posicionado como el nuevo sueño wilsoniano de cooperación entre Estados. Sin embargo, como bien expresa Mazower, es posible que en las últimas décadas la organización se haya visto envuelta en una regresión semejante a la de la Liga de las Naciones y que en el futuro, sea evidente el descenso de su autoridad y preponderancia en el campo. 
Entre los muchas causas que expone Mazower para explicar la caída de las Naciones Unidas y, globalmente, el orden liberal institucional podemos encontrar las siguientes:
1. El futuro de las instituciones está ligado a los intereses financieros de algunos cuantos“El futuro, más importante que nunca, ha sido privatizado, monetizado y convertido en una fuente de beneficios [...] los mercados financieros en general toman el futuro como determinante de los valores presentes”[3]
2. Ligado al punto anterior, la falta de representación política apropiada, que está reservada a unas cuantas élites y países del mundo.
3. Agenda política anticuada y carente de modernización“Ningún organismo ha sido capaz de coordinar la respuesta al calentamiento global, las instituciones de la gobernanza internacional necesitan urgentemente una renovación”[3]
4. Los votantes alrededor del mundo aún no son capaces de pensar en términos de los intereses comunes, como un conjunto de naciones, sino que aún están sujetos a la realización de sus propios intereses como Nación-Estado.
5. Bases imperialistas, construidas al finalizar la guerra y que a pesar de ciertos cambios, no incluyen ni a uno sólo de los países descolonizados y del Tercer mundo en sus miembros permanentes.
6. Jerarquías que imposibilitan la participación igualitaria de todos sus miembros

"En el antiguo Consejo de la Liga cada miembro había disfrutado de un derecho de veto, pero a los estadounidenses les preocupaba que trasladar este sistema simplemente condenaría a la nueva organización a la impotencia de la antigua y le impediría hacer algo efectivo".

#### Derecho internacional
Mazower se enfoca en la historia concreta del derecho internacional en la era de las Naciones Unidas. Hubo grandes alcances en las primeras cuatro décadas de la creación de la ONU en cuanto al derecho del mar, de tratados, derechos humanos y sobre la autodeterminación de los pueblos que está estrechamente vinculada con los intentos de descolonización, desarrollo y aseguramiento de los derechos humanos dentro de las Naciones Unidas. Asimismo, Mazower se enfoca en la perspectiva de las grandes potencias como la británica o la estadounidense, que al final son las fuerzas dirigentes en la creación y desarrollo tanto de derecho internacional como de instituciones internacionales.

#### Estados Unidos
Mazower expone los diferentes enfoques de las varias administraciones de Estados Unidos hacia las Naciones Unidas y, cómo el gobierno estadounidense principalmente durante las administraciones republicanas, actuaba por interés propio y casi siempre creando cuerpos internacionales para marginalizar a las Naciones Unidas, como el Fondo Monetario Internacional o el Banco Mundial. Aprovechando las secuelas de la guerra, derivadas del totalitarismo, Estados Unidos lideró el auge del orden liberal de la posguerra; se quería evitar que surgieran nuevos totalitarismos, por lo que fue respaldado por las grandes potencias. Múltiples veces, Estados Unidos ha amenazado con salirse de los diversos cuerpos de las Naciones Unidas, lo que ha causado desestabilización en las relaciones internacionales. De igual manera con las ideas de Kennan y Morgenthau a través de acuerdos bilaterales permitió que la política exterior de Estados Unidos fuera intervencionista y se involucrara en la cooperación internacional; "En efecto, la existencia del cuerpo mundial le dió a la política exterior estadounidense una salida alternativa, y aunque tenía tanto ventajas como desventajas comparadas con la cooperación unilateral, proveía un espacio mayor para maniobrar. Washington podía decidir cuándo trabajar de forma multilateral y cuándo de manera individual , dependiendo de qué dictaran las circunstancias". Usualmente, como instrumentos para guiar la política exterior se utilizaba el pragmatismo y el verdadero realismo en conjunción con las instituciones internacionales.
Se podría decir que Mazower ve a los Estados Unidos como el obstáculo para el desarrollo pleno de las Naciones Unidas, ya que solo le importa utilizarla para cumplir con su agenda política, y no realmente para el bienestar global.

#### Imperialismo y Tercer Mundo según Mark Mazower
Mazower hace una crítica hacia las Naciones Unidas por su actuar en el mundo poscolonial que está en ascenso; se cuestiona si ha existido un desarrollo económico global, principalmente por los supuestos avances en el "Tercer Mundo".
Estados Unidos, un imperio con objetivos de mantener la seguridad, perjudicó al tercer mundo. Como declara Rusk en 1965: "No podemos continuar asegurando las bendiciones de la libertad para nosotros y para la posteridad aislando nuestra nación [...] Hoy solamente podemos estar seguros hasta donde nuestro entorno esté seguro". Estados Unidos abusó de otros Estados al intentar modernizar y asegurar su esfera de influencia.

##### El Tercer Mundo
Uno de los principales argumentos de Mazower para explicar el colapso del orden liberal institucional es la cimentación de una organización con fundamentos altamente imperialistas. En este sentido, el imperialismo, entendido como la doctrina de adquirir territorios y entidades políticas por medio de la conquista, se manifiesta en el proceder y toma de decisiones de organizaciones como la ONU. Por un lado, dichos comportamientos se externalizan con la falta de participación de los países menos desarrollados, algunos antiguamente colonias en África y Asia, en el foro internacional. No es de sorprender además, que el autor inglés haga hincapié en el pasado colonial de la gran mayoría de los miembros permanentes de la ONU, como Francia y Reino Unido
Las relaciones establecidas en estas organizaciones de alcance mundial pueden además ser estudiadas con un enfoque paralelo a las relaciones entre colonizador y colonizado, postuladas por teorías poscoloniales durante la década de los 80. Por ejemplo, autores como el psiquiatra francés-caribeño, Franz Fanon, responderían a que la base de estos comportamientos yace en la propia estructura de un sistema internacional imperialista que gobiernan sobre bases raciales y que jerarquizan al resto del mundo en categorías como “Tercer Mundo”.

##### La descolonización
Los esfuerzos de emancipación de los antiguos países colonizados no se reconocieron hasta muy entrado el siglo XX, cuando crisis como las del Congo revelaron la necesidad de ofrecer espacios de participación para dichos países. Sin embargo, la lucha por reconocimiento ya había iniciado en el año de 1955, cuando los recién independizados Estados en África y Asia se reunieron para discutir el proceder de sus nuevas Naciones, libres de la injerencia de los bloques dominantes de la época en la ciudad de Bandung, Indonesia. La conferencia de Bandung no sólo acarreó una cooperación pacífica, ajena a la ONU, entre las nuevas excolonias del sur, sino que, pronto estas se mostraron como una posible amenaza en los ojos de los ex-colonizadores. El miedo a una guerra racial global se hizo presente en las discusiones de las Naciones Unidas, sobre todo, fundamentado en el hecho de una alianza ajena a los objetivos de la organización. En palabras del propio Mazower:
La Conferencia de Bandung de 1955, año en que la Asamblea General votó a favor de que el derecho a la autodeterminación nacional fuera la pieza central de cualquier pacto futuro sobre derechos humanos, marcó la llegada del Tercer Mundo como fuerza política y el momento en que la división fundamental del mundo pasó de Occidente-Este a Norte-Sur.
De este modo, la participación de las nuevas naciones fue propiciada, inclusive, por presidentes como John F. Kennedy, quien se mostró abiertamente a favor de la lucha por el anticolonialismo. 
Sin embargo, como bien lo hace notar también el historiador británico, la gradual inclusión de las nuevas naciones vino con un precio, que iba acompañado de una visión “modernizadora” que aspiraba a la civilización de sus habitantes. Así, “El mundo colonial debía rehacerse por completo a imagen y semejanza de la modernidad definida por los estadounidenses”. Las reformas de modernización estuvieron encabezadas por nuevas agencias de desarrollo cuyos objetivos principales no fueron diferentes a las dietas políticas encabezadas por Estados Unidos, la aproximación de la libertad y la democracia. Muchas de las nuevas reformas impulsadas por los Estados Unidos, sin embargo, tuvieron repercusiones tanto positivas como negativas. Aunque los países del Tercer Mundo y las colonias tenían mayor participación en la Asamblea General de la organización, mucho tuvo que ver el hecho de que durante la guerra fría, los países de este bloque desempeñaron una especie de amortiguador contra el bloque del Oeste. Además, Estados Unidos tuvo un papel importante en el establecimiento de dictaduras en América Latina que continuaron con la tradición liberal y la influencia de doctrinas económicas y políticas. 
La descolonización no trajo poder sino irrelevancia. Lejos de convertirse en un mayor control de las ambiciones de las grandes potencias del mundo, la Asamblea General se convirtió cada vez más en una mera tertulia. La política en la ONU se convirtió cada vez más en símbolos y cada vez menos en sustancia. 

### ¿Ha funcionado el intento de regular al mundo?
"La idea de gobernar el mundo se está convirtiendo en el sueño de ayer"; Mazower concluye que el vacío en la Organización Mundial del Comercio, el Banco Mundial y el Fondo Monetario Internacional cada vez esta más ocupado por los “expertos y los autorreguladores con intereses propios”. "Gobernar instituciones hoy, ha perdido de vista el principio de la política, arraigado en los valores colectivos de la res publica, incluso mientras continúan defendiendo la “civilización del capital”. Las personas alrededor del mundo necesitan encontrar "una nueva forma de fe en nuestras capacidades colectivas de formar el futuro" si va a existir una comunidad internacional basada en los intereses de sus ciudadanos. Mazower concluye que no ha funcionado el intento de regular al mundo, aunque las múltiples organizaciones internacionales tuvieron una buena intención en un inicio, varias potencias y Estados de la sociedad internacional han tomado ventaja de las relaciones multilaterales. Sí, la paz se ha transformado y hoy en día existe otra visión, sin embargo, la paz no se ha mantenido como era la intención.

## Reconocimientos
Varias de sus obras han recibido numerosos premios internacionales de reconocido prestigio. Su influyente libro sobre la historia europea del siglo XX, Dark Continent: Europe’s Twentieth Century, recibió en 2001 el prestigioso premio italiano de historia Acqui Storia. Tan solo un año después, en 2002, la misma obra sería premiada con el German History Book Prize. 
Su libro The Balkans: A Short History, recibió en 2001 el Wolfson Prize for History, concedido en el Reino Unido. Con Salonica, City of Ghosts: Christian, Muslims and Jews, ganó el Runciman Prize y el Duff Cooper Prize. En 2008, su obra Hitler’s Empire: How the Nazis Ruled Europe fue galardonado con el LA Times Book Prize for History. 

## Libros publicados en castellano
- 2001: La Europa negra (Ediciones B) [descatalogado]
- 2001: Los Balcanes (Mondadori) [descatalogado]
- 2002: El imperio de Hitler (Crítica) [descatalogado]
- 2009: La ciudad de los espíritus (Crítica)[11]
- 2017: La Europa negra (Barlin Libros) [reedición actualizada]
- 2018: Gobernar el mundo. Historia de una idea desde 1815 (Barlin Libros)